# راسيل إل. روجرز
راسيل إل. روجرز (بالإنجليزية: Russell L. Rogers)‏ هو ضابط ومهندس وطيار أمريكي، ولد في 12 أبريل 1928 في لورانس في الولايات المتحدة، وتوفي في 13 سبتمبر 1967 في قاعدة كادينا الجوية في اليابان.